# 沙克都尔 (辉特部)
沙克都尔（？—1752年），卫拉特蒙古辉特部贵族。伊克明安氏，辉特部首领卫征和硕齐长子。
清朝乾隆十五年（1750年），沙克都尔之弟弟阿睦尔撒纳反对喇嘛达尔扎，谋立策妄达什失败。之后，沙克都尔逃到哈萨克，分获其一半部众。乾隆十七年（1752年）冬，沙克都尔被阿睦尔撒纳击杀。